# Batin (Islam)
Bātin er et arabisk udtryk som betyder "skjult". Blandt nogle muslimske grupper benyttes ordet om den skjulte/indre mening af Koranen, som står i kontrast til den synlige (zāhir) mening af Koranen. Betegnelsen al-Batin, som betyder "Den Skjulte" er desuden også et af Allahs 99 navne.
Det er især shia- og sufi-muslimer, som lægger stor betydning til zāhir-bātin-opdelingen. Ifølge mange shia-muslimer er det kun imamerne, som er i stand til at fortolke og forstå den skjulte side af Koranen. Udtrykket bātin kan også henvise til den indre betydning og realiteten bag al eksistens.
I alevismen er bātin en betegnelse på den indre verden og den indre sandhed, som kun kan opnås gennem en spirituel søgen. Dette dækker over den spirituelle vej, tarikat, som er en række udviklende niveauer, der i alevismen er nødvendige at følge for at kunne opnå sandheden.
| Islam | Spire Denne islamartikel er en spire som bør udbygges. Du er velkommen til at hjælpe Wikipedia ved at udvide den. |